# 1877 год
1877 (ты́сяча восемьсо́т се́мьдесят седьмо́й) год  по григорианскому календарю — невисокосный год, начинающийся в понедельник. Это 1877 год нашей эры, 7‑й год 8‑го десятилетия XIX века 2‑го тысячелетия, 8‑й год 1870‑х годов. Он закончился 148 лет назад.
| Пн | Вт | Ср | Чт | Пт | Сб | Вс |
| 1  | 2  | 3  | 4  | 5  | 6  | 7  |
| 8  | 9  | 10 | 11 | 12 | 13 | 14 |
| 15 | 16 | 17 | 18 | 19 | 20 | 21 |
| 22 | 23 | 24 | 25 | 26 | 27 | 28 |
| 29 | 30 | 31 |    |    |    |    |

| Пн | Вт | Ср | Чт | Пт | Сб | Вс |
|    |    |    | 1  | 2  | 3  | 4  |
| 5  | 6  | 7  | 8  | 9  | 10 | 11 |
| 12 | 13 | 14 | 15 | 16 | 17 | 18 |
| 19 | 20 | 21 | 22 | 23 | 24 | 25 |
| 26 | 27 | 28 |    |    |    |    |

| Пн | Вт | Ср | Чт | Пт | Сб | Вс |
|    |    |    | 1  | 2  | 3  | 4  |
| 5  | 6  | 7  | 8  | 9  | 10 | 11 |
| 12 | 13 | 14 | 15 | 16 | 17 | 18 |
| 19 | 20 | 21 | 22 | 23 | 24 | 25 |
| 26 | 27 | 28 | 29 | 30 | 31 |    |

| Пн | Вт | Ср | Чт | Пт | Сб | Вс |
|    |    |    |    |    |    | 1  |
| 2  | 3  | 4  | 5  | 6  | 7  | 8  |
| 9  | 10 | 11 | 12 | 13 | 14 | 15 |
| 16 | 17 | 18 | 19 | 20 | 21 | 22 |
| 23 | 24 | 25 | 26 | 27 | 28 | 29 |
| 30 |    |    |    |    |    |    |

| Пн | Вт | Ср | Чт | Пт | Сб | Вс |
|    | 1  | 2  | 3  | 4  | 5  | 6  |
| 7  | 8  | 9  | 10 | 11 | 12 | 13 |
| 14 | 15 | 16 | 17 | 18 | 19 | 20 |
| 21 | 22 | 23 | 24 | 25 | 26 | 27 |
| 28 | 29 | 30 | 31 |    |    |    |

| Пн | Вт | Ср | Чт | Пт | Сб | Вс |
|    |    |    |    | 1  | 2  | 3  |
| 4  | 5  | 6  | 7  | 8  | 9  | 10 |
| 11 | 12 | 13 | 14 | 15 | 16 | 17 |
| 18 | 19 | 20 | 21 | 22 | 23 | 24 |
| 25 | 26 | 27 | 28 | 29 | 30 |    |

| Пн | Вт | Ср | Чт | Пт | Сб | Вс |
|    |    |    |    |    |    | 1  |
| 2  | 3  | 4  | 5  | 6  | 7  | 8  |
| 9  | 10 | 11 | 12 | 13 | 14 | 15 |
| 16 | 17 | 18 | 19 | 20 | 21 | 22 |
| 23 | 24 | 25 | 26 | 27 | 28 | 29 |
| 30 | 31 |    |    |    |    |    |

| Пн | Вт | Ср | Чт | Пт | Сб | Вс |
|    |    | 1  | 2  | 3  | 4  | 5  |
| 6  | 7  | 8  | 9  | 10 | 11 | 12 |
| 13 | 14 | 15 | 16 | 17 | 18 | 19 |
| 20 | 21 | 22 | 23 | 24 | 25 | 26 |
| 27 | 28 | 29 | 30 | 31 |    |    |

| Пн | Вт | Ср | Чт | Пт | Сб | Вс |
|    |    |    |    |    | 1  | 2  |
| 3  | 4  | 5  | 6  | 7  | 8  | 9  |
| 10 | 11 | 12 | 13 | 14 | 15 | 16 |
| 17 | 18 | 19 | 20 | 21 | 22 | 23 |
| 24 | 25 | 26 | 27 | 28 | 29 | 30 |

| Пн | Вт | Ср | Чт | Пт | Сб | Вс |
| 1  | 2  | 3  | 4  | 5  | 6  | 7  |
| 8  | 9  | 10 | 11 | 12 | 13 | 14 |
| 15 | 16 | 17 | 18 | 19 | 20 | 21 |
| 22 | 23 | 24 | 25 | 26 | 27 | 28 |
| 29 | 30 | 31 |    |    |    |    |

| Пн | Вт | Ср | Чт | Пт | Сб | Вс |
|    |    |    | 1  | 2  | 3  | 4  |
| 5  | 6  | 7  | 8  | 9  | 10 | 11 |
| 12 | 13 | 14 | 15 | 16 | 17 | 18 |
| 19 | 20 | 21 | 22 | 23 | 24 | 25 |
| 26 | 27 | 28 | 29 | 30 |    |    |

| Пн | Вт | Ср | Чт | Пт | Сб | Вс |
|    |    |    |    |    | 1  | 2  |
| 3  | 4  | 5  | 6  | 7  | 8  | 9  |
| 10 | 11 | 12 | 13 | 14 | 15 | 16 |
| 17 | 18 | 19 | 20 | 21 | 22 | 23 |
| 24 | 25 | 26 | 27 | 28 | 29 | 30 |
| 31 |    |    |    |    |    |    |

## События
- 15 января — Австро-Венгрия и Российская империя заключили секретное Будапештское соглашение, по которому Австро-Венгрия соблюдала благожелательный нейтралитет в намечавшейся русско-турецкой войне в обмен на право оккупировать Боснию и Герцеговину[1].
- 4 марта — состоялся дебют балета «Лебединое озеро» Петра Ильича Чайковского.
- 21 марта — русский рабочий-революционер Пётр Алексеевич Алексеев произнёс на суде свою известную речь с осуждением политики в отношении рабочих и критикой аграрной реформы 1861 года[2].
- 24 апреля — Россия объявляет войну Османской империи. Начало Русско-Турецкой войны.
- 1 мая — Основано Общество Красного Креста Японии (Japanese Red Cross Society).
- 29 мая — первое применение торпеды в боевой обстановке: британский фрегат Её Величества «Шах» против перуанского броненосца «Уаскар».
- 13 июня — Зивинское сражение русско-турецкой войны[3].
- 9 июля — в Уимблдоне стартовал первый чемпионат по теннису, который провёл Всеанглийский клуб лаун-тенниса и крокета.
- 18 июля — произошло сражение при Ени-Загре.
- 19 июля

 — турецкая армия на Карской равнине заняла Аладжинские высоты после того, как русский корпус генерала М. Т. Лорис-Меликова снял осаду Карса и отошёл к Александрополю. Попытки русских войск взять высоты в августе и сентябре не имели успеха.
 — сражения при Джуранлы и Ески-Загре между частями русской и Османской армий в ходе Русско-турецкой войны 1877—1878 гг.
- 12 августа — американским астрономом Асафом Холлом открыты Фобос и Деймос, два спутника планеты Марс.
- 14 сентября — скончался премьер-министр Греции адмирал Константинос Канарис. Пост премьер-министра занял Александрос Кумундурос[5].
- 3 октября — русское гражданское управление в Болгарии разрешило болгарским крестьянам занимать пустующие земли, принадлежавшие бежавшим туркам[6].
- 9 октября — Авлияр-Аладжинское сражение: русская армия на Кавказе начала наступление в направлении Карса[4].
- 15 октября — на Кавказе войска генерал-лейтенанта И. Д. Лазарева штурмом взяли турецкие позиции на горе Авлияр[4].
- 23 октября — в ходе Русско-турецкой войны 1877—1878 годов произошло сражение при Деве-Бойну между войсками Российской императорской армии и армией Османской империи[7].
- 25 октября — кавказский корпус русской армии вновь осадил крепость Карс[4].
- 18 ноября — русская армия взяла штурмом крепость Карс[4].
- Самурайское восстание в провинции Сацума под руководством Сайго Такамори.
- Защита крепости Баязет в Русско-турецкой войне.
- Томас Эдисон изобрёл фонограф — аппарат, воспроизводивший речь человека.
- В Токио был основан первый в истории Японии Токийский университет.

## Родились
См. также: Категория:Родившиеся в 1877 году
- 20 января — Антоний Вивульский, виленский архитектор и скульптор.
- 22 января — Болеслав Лесьмян, польский поэт (ум. 1937).
- 30 января — Мария Распятия, блаженная римско-католической церкви, монахиня.
- 8 марта — Александр Семёнович Ященко, русский общественный деятель, правовед, библиограф.
- 9 марта — Эмиль Абдергальден, немецкий биохимик и физиолог.
- 18 марта — Эдгар Кейси, американский целитель и экстрасенс.
- 5 июня — Панчо Вилья, один из лидеров повстанцев во время Мексиканской революции 1910—1917 годов.
- 2 июля — Герман Гессе, немецкий писатель.
- 6 июля — Нисето Алькала Самора и Торрес — премьер-министр Испании в 1931 году, президент Испании в 1931 — 1936 годах.
- 28 июля — Васил Коларов, болгарский коммунист, временный председатель Народной Республики Болгарии в 1946—1947 годах, премьер-министр Болгарии и руководитель Генерального секретариата Болгарской коммунистической партии в 1949—1950 годах (ум. 1950).
- 8 августа — Александр Алексеевич Ханжонков, российский организатор кинопромышленности, продюсер, режиссёр, сценарист, один из создателей российского кинематографа.
- 7 августа — Ульрих Сальхов, шведский фигурист, олимпийский чемпион (1908 год), 10-кратный чемпион мира (1901—1905, 1907—1911), 9-кратный чемпион Европы. Крупнейший деятель шведского и международного спортивного движения (ум. 1949).
- 10 августа — Фрэнк Джеймс Маршалл, американский шахматист.
- 2 сентября — Милан Недич, сербский военный и политический деятель, генерал, глава прогерманского правительства Сербии в 1941—1944 годах (ум. 1946).
- 4 сентября — Карлис Улманис, латвийский государственный деятель, президент Латвии (1936—1940; ум. 1942).
- 11 сентября — Феликс Эдмундович Дзержинский, русский революционер, председатель ВЧК (ОГПУ).
- 4 октября — Панчо Вилья, один из лидеров повстанцев во время Мексиканской революции (ум. 1923).
- 2 ноября — Султан Мухаммад-шах Ага-хан III, имам исмаилитов с 1885 года (ум. 1957).
- 30 декабря — Мария Пилар и Святого Франциска Борджа, блаженная римско-католической церкви, монахиня Ордена Босых Кармелиток.

## Скончались
См. также: Категория:Умершие в 1877 году
- 8 февраля — Уилкс, Чарльз, американский исследователь и учёный, адмирал ВМС США (род. 1798).
- 18 февраля — Василий Данилович Гинденбург, российский медик (р. 1799).
- 14 сентября — Константинос Канарис, греческий политик и военачальник, адмирал, герой войны за независимость Греции, премьер-министр Греции в 1864—1865 и в 1877 годах (род. 1790).
- 23 сентября — Урбен Жан Жозеф Леверье, французский астроном.
- 31 мая (12 июня) — Огарёв, Николай Платонович, поэт, публицист, русский революционер.
- 12 ноября — Поликарп Андреевич Гирштовт, российский хирург, издатель, редактор, доктор медицины (род. 1827).